# میرتل کگل
مرتل " کی " تامپسون کیگل (زاده ۳ ژوئن ۱۹۲۵ - درگذشته ۲۲ دسامبر ۲۰۱۹) خلبان آمریکایی و یکی از اعضای گروه فضانوردان زن در پروژه مرکوری ۱۳ بود. او به عنوان مربی پرواز کار کرد و در مورد تاریخ هوانوردی در کارولینای شمالی نیز یک مطالب بسیاری نوشته‌است.

## زندگی‌نامه

### پیش از مرکوری ۱۳
کاگل در ۳ ژوئن ۱۹۲۵ در کارولینای شمالی به دنیا آمد. کیگل همیشه از جوانی دوست داشت پرواز کند. وقتی او ۱۲ ساله بود، برادرانش به او یاد دادند که چگونه با هواپیما پرواز کند. هنگامی که او مجوز خلبانی رادر سن ۱۴ سالگی دریافت کرد، قطعاً جوانترین خلبان در کارولینای شمالی بود، و در آن زمان، اما ممکن است جوانترین خلبان در ایالات متحده باشد. او به کلاس هوانوردی دبیرستان پیوست، زمانی که مربی مدرسه برای جنگ در جنگ جهانی دوم فراخوانده شد، خود به عنوان معلم به دوره را پایان رساند. او به عنوان یک مربی پرواز، نام مستعار "کاپیتان K" داشت. کیگل در نوزده سالگی گواهینامه خلبانی خصوصی خود را گرفت.
کیگل به گشت هوایی غیرنظامی و سازمان بین‌المللی زنان خلبان ملحق شد و می‌خواست عضو یگان زنان خلبان خدمات نیروی هوایی شود. کیگل فرودگاهی نزدیک رالی، کارولینای شمالی و خدمات هواپیمای چارتر خود را اداره کرد. او گواهینامه خلبانی تجاری خود را با رتبه‌بندی هواپیمای تک‌موتوره و رتبه‌بندی ایمنی پرواز تا سال ۱۹۵۱ به دست آورد او همچنین یک مربی معتبر پرواز، مربی ایمنی پرواز بود. مدرسه آموزش پرواز او در سلما قرار داشت.
کیگل نوشتن ستونی به نام «جریان‌های هوا» را در سال ۱۹۴۶ برای روزنامه جانستونی سان در سلما آغاز کرد. بعداً این ستون از سال ۱۹۵۳ تا ۱۹۶۰ به رالی نیوز و آبزرور منتقل شد. هنگامی که او با یک جت آموزشی لاکهید تی-۳۳ شوتینگ‌استار پرواز کرد، یکی از تنها پنج زنی شد که «تا به حال یک جت را خلبانی کرده بودند.»

### مرکوری ۱۳
کیگل در سال ۱۹۶۰ با دانشجوی سابق خودش والت کیگل ازدواج کرد. لباس عروس او از چتر نجات ساخته شده بود. او در سال ۱۹۶۱ به میکن، جورجیا نقل مکان کرد. اندکی پس از ورود او، از او برای شرکت در برنامه جدید زنان در فضا دعوت شد. کیگل تا زمان شروع برنامه ۴۳۰۰ ساعت پرواز داشت. کاگل و دوازده زن دیگر شرکت کننده در نهایت به عنوان مرکوری ۱۳ شناخته شدند. در طول برنامه، مدیران به کیگل هشدار داده بودند که باردار نشود. او در میان آزمایش‌هایی که به‌عنوان بخشی از برنامه انجام داد، خاطرنشان کرد که یکی از بدترین آزمایش‌هایی که با آن روبرو شد، آزمایش یخ زدن پرده گوش بود.

### پس از مرکوری ۱۳

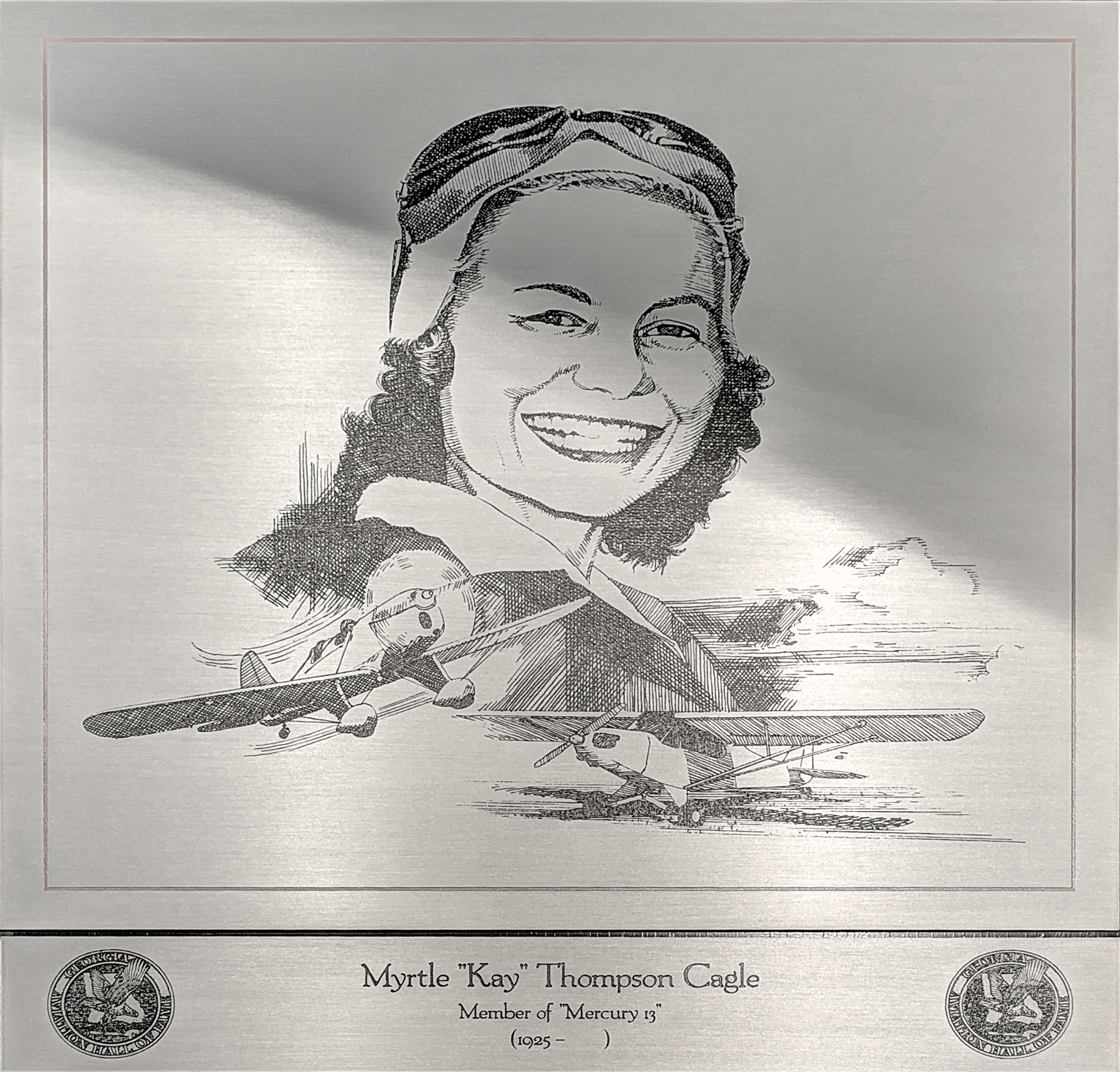
لوح کیگل در تالار مشاهیر هوانوردی جورجیا

کیگل به کار آموزش پرواز به دانشجویان بازگشت و همچنین در دانشگاه مرسر ثبت نام کرد. او به حضور در گشت هوایی غیرنظامی ادامه داد. در سال ۱۹۶۴، او در مسابقات بین‌المللی هوایی زنان شرکت کرد. در سال ۱۹۸۶، او به عضویت تیم لجستیک هوایی وارنر رابینز درآمد. در سال ۱۹۸۸، کاگل دومین زنی بود که با مرتبه مکانیک بدنه و نیروگاه از موسسه فناوری جورجیا فارغ‌التحصیل شد. او در سال ۱۹۹۸ در سن ۷۳ سالگی با سسنای تک موتوره خود پرواز می‌کرد، اگرچه از تدریس در پایگاه نیروی هوایی رابینز بازنشسته شده بود. در ۲۶ آوریل ۲۰۰۳، کیگل به تالار مشاهیر هوانوردی جورجیا معرفی شد. در سال ۲۰۰۷، او و ۸ نفر از اعضای مرکوری ۱۳ موفق به کسب دکترای افتخاری از دانشگاه ویسکانسین، اوشکوش شدند.

## مرگ
کیگل در ۲۲ دسامبر ۲۰۱۹ درگذشت.